# たまりの
たまりのは、日本の女性デュオ。二卵性双生児の佐々木珠乃（たまの）、佐々木梨乃（りの）姉妹で構成し、ゴスペル歌手として主に活動していた。

## 来歴
- 1978年、11月23日に東京都で40分違いの二卵性の双子として生まれる。
- 1990年、桐朋女子中学校入学後、歌のレッスンを始める。
- 1997年、桐朋女子高等学校卒業後、姉妹揃ってアメリカ合衆国ロサンゼルスのミッション系大学Azusa Pacific University音楽部声楽科へ留学し、声楽を専攻する。在学中にキリスト教への傾倒を深め、教会や学校などで賛美歌や日本の歌を中心とした音楽活動を展開する。
- 2001年、大学卒業後は、同大学の大学院へ進学。
- 2003年、フジテレビ系のバラエティ番組『トリビアの泉 〜素晴らしきムダ知識〜』のオープニングテーマを担当し、注目される。ファーストアルバム「おかえり!」をリリースする。JTBのコマーシャルソングを収録している。
- 2004年、大学院修了と同時に日本に帰国。日本各地のキリスト教会や教会主宰のチャリティーコンサートを主として活動している。
- 2005年、セカンドアルバム「そばにいるよ」をリリースする。
- 2006年、サードアルバム「Jesus loves me」をリリースする。
- 2007年、5月13日のコンサートを最後に活動休止。6月、珠乃が結婚する。

## ディスコグラフィー

### アルバム
すべて、ホザナミュージックより発売。
1. おかえり!
2. そばにいるよ
3. Jesus loves me

## 番組曲
- フジテレビ系バラエティ番組『トリビアの泉 〜素晴らしきムダ知識〜』 - 番組オープニングの歌唱。
- テレビ朝日系のミニ番組『街道物語』（JTB提供） - コマーシャルソング「鹿のように(As the Deer)」

## メディア出演
- 日本テレビ系情報番組『ズームイン！朝』